# شیگئو ناکاتا
شیگئو ناکاتا (انگلیسی: Shigeo Nakata؛ زادهٔ ۱۶ اکتبر ۱۹۴۵) کشتی‌گیر و قهرمان المپیک در رشتهٔ کشتی آزاد اهل ژاپن است.